# ドルトムント・シュタットバーン
ドルトムント・シュタットバーン（ドイツ語: Stadtbahn Dortmund）は、ドイツの都市・ドルトムントに路線網を有するシュタットバーン（ライトレール）。19世紀の馬車鉄道をルーツに持つ路面電車を高規格化・地下化した経緯を持ち、2024年現在、ドルトムントの公共交通機関を運営する市営企業のドルトムント・シュタットウェルケ（Dortmunder Stadtwerke AG）、通称「DSW21」によって運営されている。

## 歴史

### 馬車鉄道・蒸気鉄道時代
ドルトムント市内における公共交通機関の歴史の始まりは、1875年からベルリンの建設請負会社とドルトムント市当局との交渉が行われた後、1881年6月1日から営業運転を開始した軌道路線に遡る。同路線は馬と蒸気機関車を併用しており、路線内にある急勾配区間は蒸気機関車が客車を牽引し、それ以外の区間は馬が客車を引っ張る運用が用いられた。また、1881年からは蒸気機関車を用いた貨物輸送も行われたが、需要が伸び悩んだ結果1890年までの短期間で終了した。
開通当初、これらの路線はベルリンの企業によって建設や運営が行われていたが、1881年9月までに計画されていた2つの路線が開通した事を受け、翌10月に運営権がドルトムント馬車・蒸気軌道会社（Dortmunder Straßenbahn Aktiengesellschaft für Pferde- und Dampfbetrieb）へ移管された。その後、同社は11月に社名を「ドイツ地方軌道株式会社（Deutsche Lokal- und Straßenbahn-Gesellschaft）」へと変更したが、1890年にベルリンに本社を有する一般郊外・路面電車会社（Allgemeine Lokalbahn- und Kraftwerke AG）へ運営権が移管された。
同時期、ドルトムントでは人口増加とともに軌道交通の需要が拡大し、従来の形態では増え続ける乗客に対応しきれない状況になっていた。そこで1892年12月、既存の路線を電化することが決定し、1894年3月1日に馬車鉄道区間を置き換える形で最初の路面電車が営業運転を開始した。残る蒸気機関車区間についても1896年までに電化が完了している。

### 路面電車網の拡張
既存の路線の電化と並行し、一般郊外・路面電車会社はドルトムント市内の路面電車網の拡張を始め、1896年から1898年にかけて城砦に沿った「リングバーン（Dortmunder Ringbahn）」とも呼ばれる環状線の建設が行われた。また、1899年にはドルトムントに隣接したヘルデ地区（Hörde）の路面電車が開通し、これは一般郊外・路面電車会社の傘下企業であるヘルデ軽便鉄道（Hörder Kreisbahn）によって運営された。更に、1904年からはベルリンのAEGによってドルトムント周辺の各地域を結ぶ路面電車網が相次いで開通した。一方、ドルトムント市内を走る路面電車路線については1881年の開通時の契約に基づいてドルトムント市へ運営権が移管される事になり、1906年4月1日以降、これらの路線は市が運営する公営路線となった。加えてAEGが運営していた路線についても1908年にドルトムント地区電気軌道（Elektrische Straßenbahnen des Landkreises Dortmund）へ運営権が移管されている。
それ以降も路線網の拡張は続き、1913年時点でドルトムント市が運営する路面電車網の営業キロは35.8 kmを記録し、10系統が運行していた。そして翌1914年、ドルトムント市が周辺地域を自治体として吸収するのに合わせてこれらの地域に存在する路面電車網を1つに纏める事となり、ドルトムント市も出資するドルトムント路面電車会社（Dortmunder Straßenbahnen GmbH）が設立された上でドルトムント市とドルトムント地区電気軌道が運営していた路面電車路線が統合された。これにより、同事業者は営業キロ100 km、16系統という大規模な路線網を有する事となった。

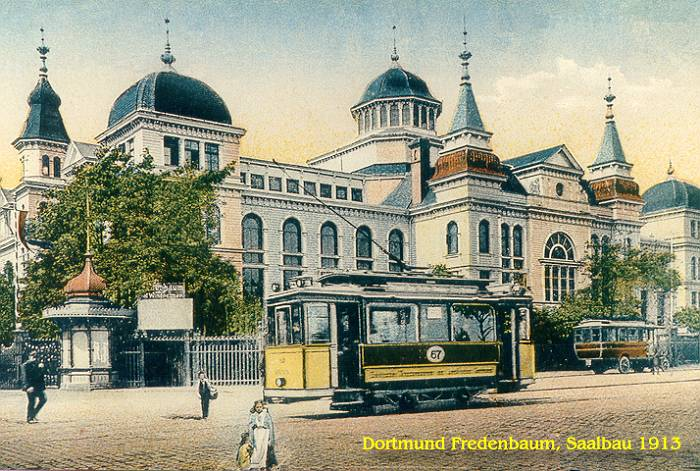
1910年代のドルトムントの路面電車
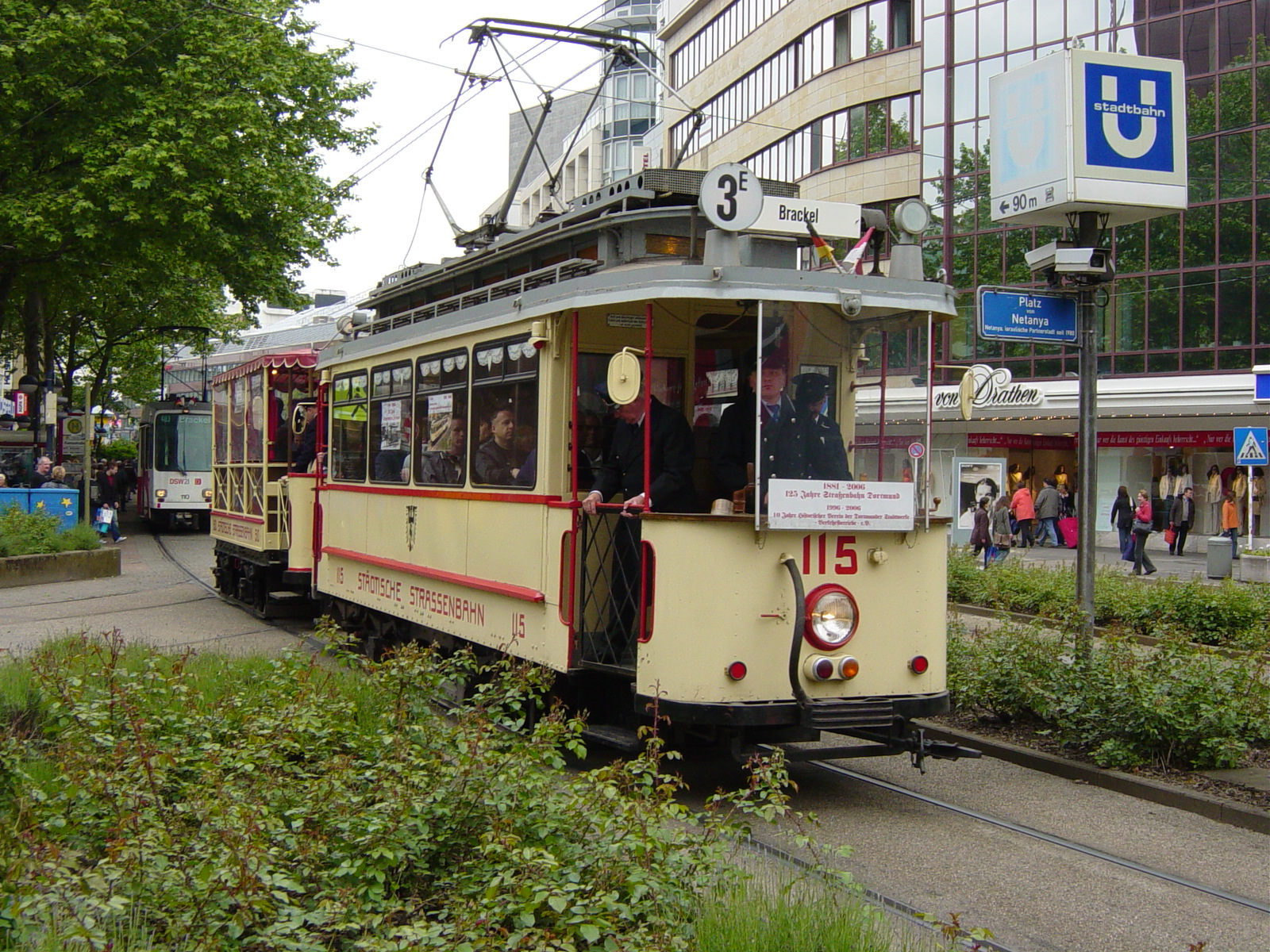
動態保存されている初期の電車（2006年撮影）

第一次世界大戦中に運用の効率化を目的とした一部路線の廃止があったものの、以降も路面電車網は拡大を続け、1927年にはヘルデ軽便鉄道を吸収した。これにより、1928年時点で系統数は20を数える事となった。その後は軌間が1,000 mm（メーターゲージ）と他の路線と異なっていた旧・ヘルデ軽便鉄道の改軌や混雑区間の複線化が計画されたものの、世界恐慌をはじめとした要因ですべては実現せず、一部区間については路線バスへの置き換えが実施されている。
そして1939年、ドルトムント路面電車会社はガスや上水道の管理を行っていた事業者と共にドルトムント市が運営する公営企業「ドルトムント・シュタットウェルケ（Dortmunder Stadtwerke AG）」へと統合された。第二次世界大戦中、路面電車を始めとした公共交通機関の需要は急速に高まったが、一方で徴兵による乗務員不足も深刻になり、外国人捕虜や強制労働者による雇用が行われる事態となった。更に1943年からは度重なる空襲の被害を受け、特に同年5月や大戦末期の1945年3月には市内中心部がほぼ完全に破壊された事を受け、路面電車をはじめとした公共交通機関の運行が休止する事態に陥った。

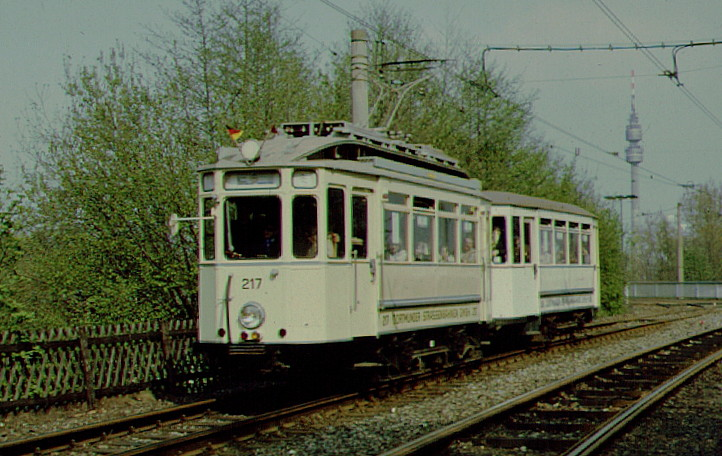
戦前製の電車の一部は動態保存されている（1972年撮影）

### 第二次世界大戦後
終戦後、路面電車は1945年5月から営業運転を再開し、以降同年中に8つの系統が再開した。1942年に開通し、同時期に復興が進められていたトロリーバス（ドルトムント・トロリーバス）へと転換された路線や、路線が縮小していた旧・ヘルデ軽便鉄道のメーターゲージ区間を除き、1949年9月までにほとんどの路線の復興が完了した。また、同年代からはドルトムント市街中心部の再整備が始まり、路面電車の線路を移設し道路と分離する専用軌道化が進行した一方、モータリーゼーションの進行による路線の廃止も実施された。
車両については1948年から再度増備が始まり、1950年代にはボギー車（T4）や小型連節車（GT4）の導入が実施されたが、これらの新型車両は片運転台であり、方向転換用のループ線が存在する系統のみの運用に限られた。また、輸送力の面でも難があった事から1959年以降両運転台の大型3車体連節車であるGT8の大量導入が行われた。

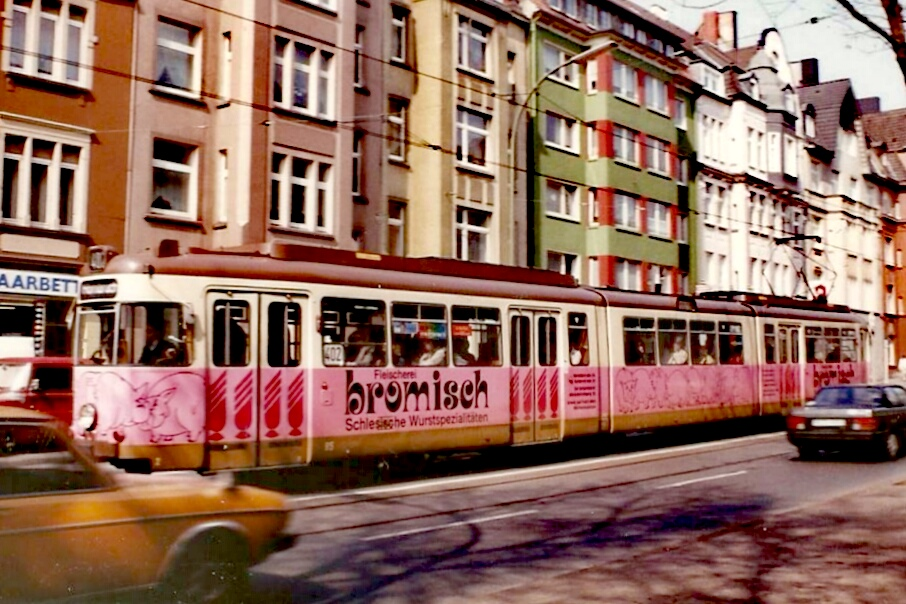
広告塗装のGT8（1992年撮影）

### シュタットバーン化
1960年代、モータリーゼーションの更なる進行による道路の混雑を受け、ドルトムントが属するノルトライン＝ヴェストファーレン州では、路面電車を地下化・高規格化するシュタットバーン（Stadtbahn）化を推進する事となった。これを受け、ドルトムントでも1966年に市議会でシュタットバーンの導入が承認され、シュタットバーン建設当局の設立を経て1969年10月から地下トンネルを始めとした建設工事が開始された。その後、デルナー通り（Derner Straße）とグレーベル（Grevel）間、全長4.2 kmの地上区間が初のシュタットバーンとして1976年5月15日に営業運転を開始した後、1983年5月27日に最初の地下区間となるウィレム・フォン・フリーテン通り（Willem-von-Vloten-Straße）とクラーレンベルク（Clarenberg）を結ぶ経路が開通した。
以降は地上区間を置き換える箇所も含めて順次地下区間の開通や路線の高規格化が進められ、2008年4月27日に開通したボルジッヒ広場（Borsigplatz）へ向かう支線を含む全長3.5 kmの路線をもって、ドルトムント市内中心部の路線の地下化が完了した。これらのシュタットバーン化された区間の多くは高床式プラットホームを用いた高規格化が実施されているが、最後に地下化が行われた東西を結ぶ系統（U43号線、U44号線）については路面電車時代の低床式プラットホームを維持したままシュタットバーン化が行われている。
その後は経年による老朽化が進んだ駅や施設の改修工事が進められている他、後述の通り一部系統の延伸計画も存在する。
車両についてはシュタットバーン化に合わせて同規格に対応した車両の導入が進められた一方、低床式プラットホームが維持された系統については超低床電車の導入が実施され、バリアフリーの促進が行われている。

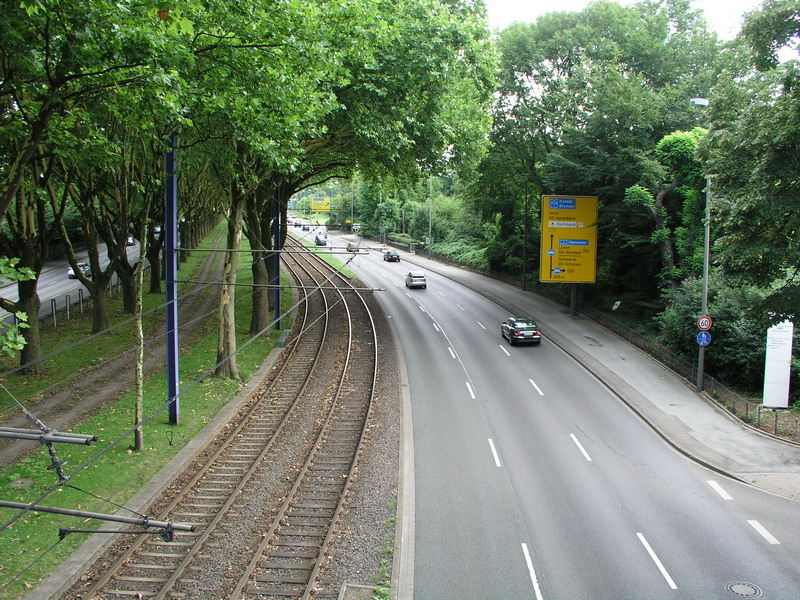
シュタットバーンの専用軌道
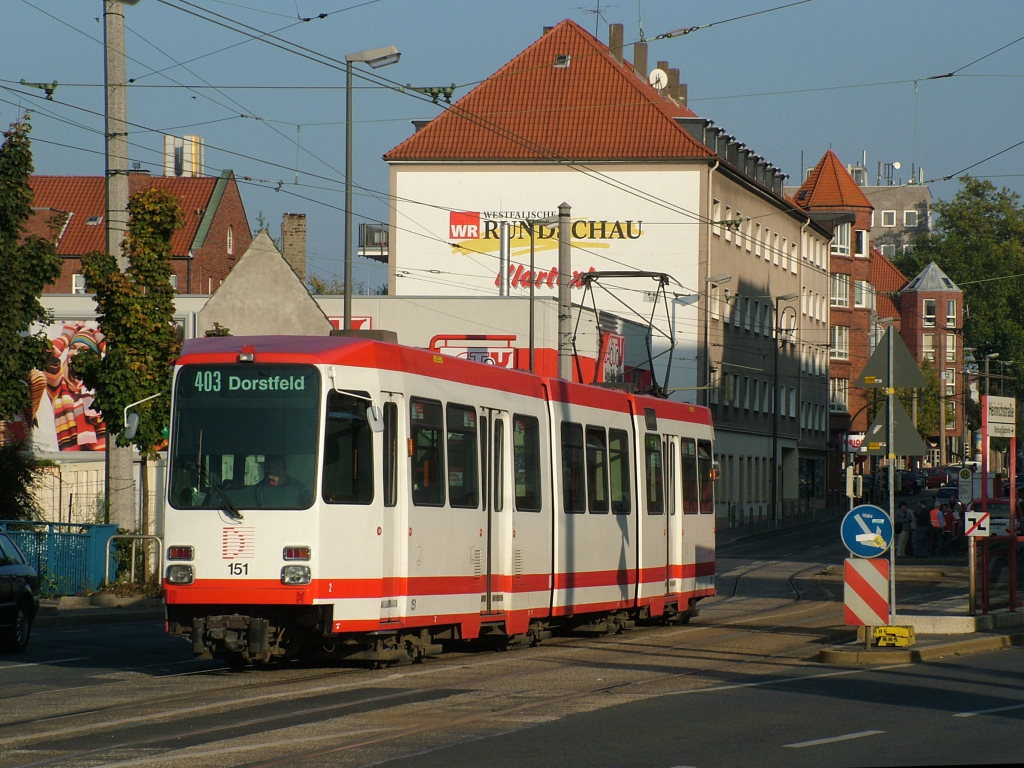
シュタットバーン化に伴い導入されたN8C（2005年撮影）
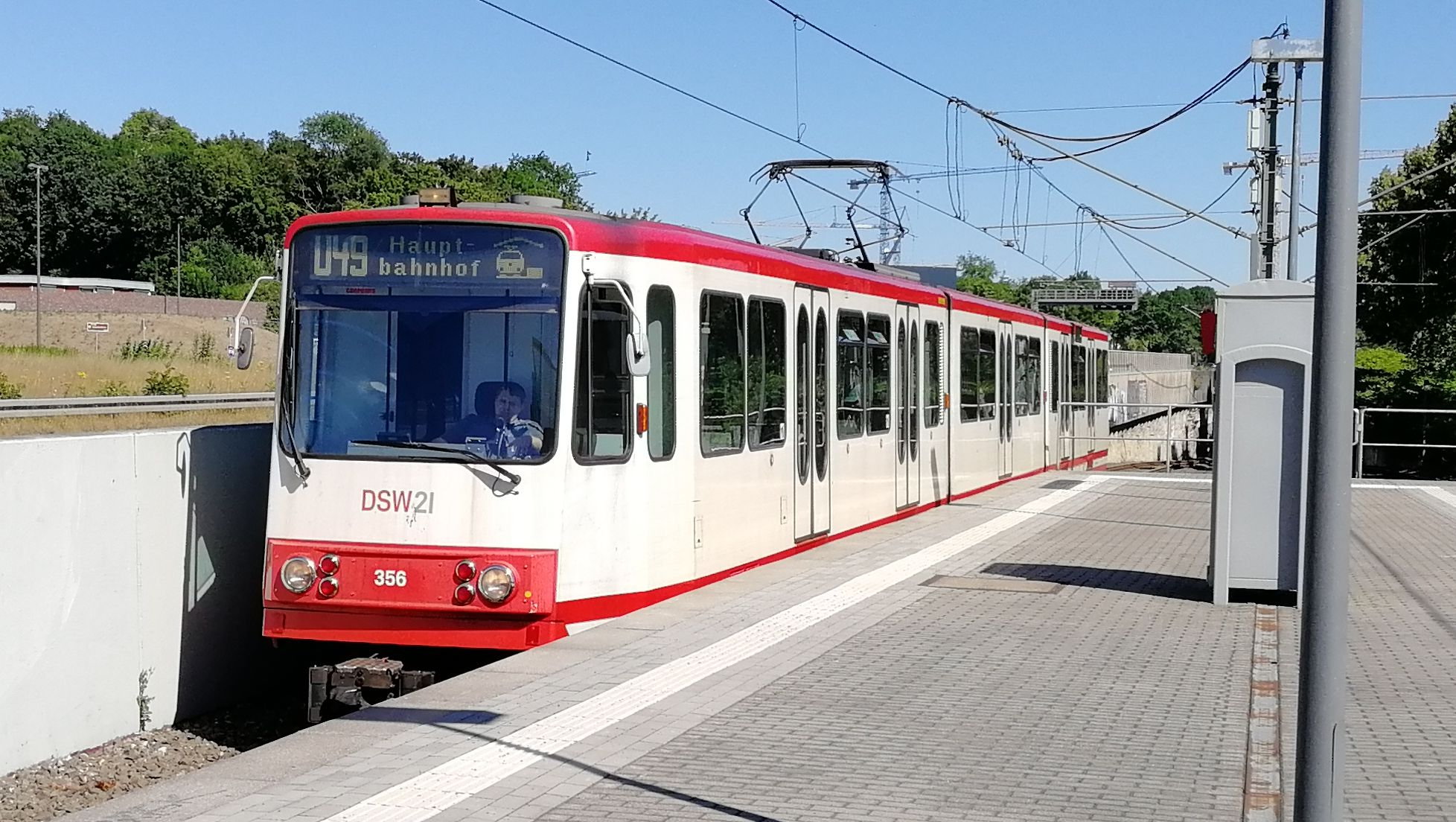
本格的な高規格化に合わせて導入されたB形（B80C/8）（2018年撮影）
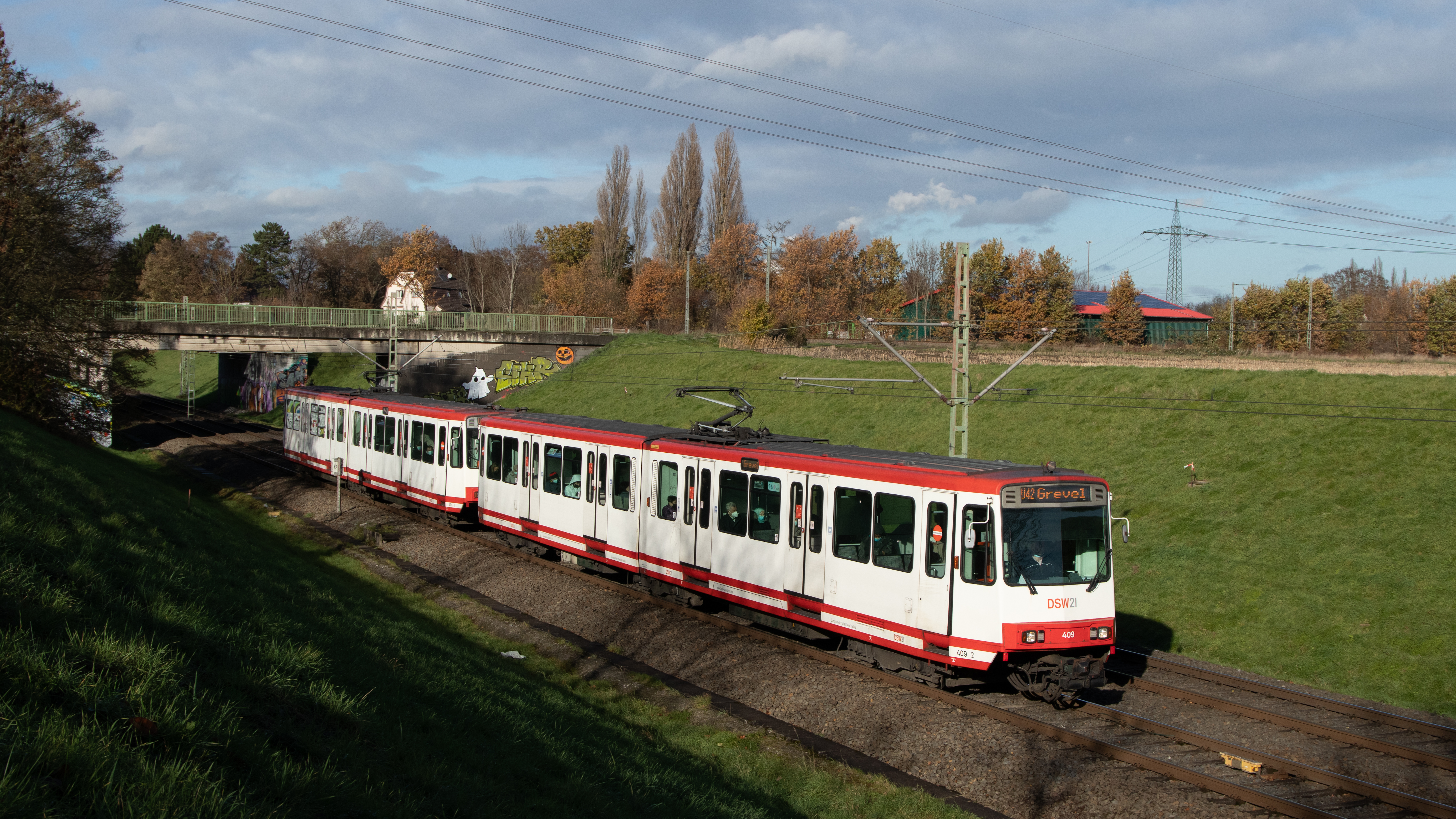
ボン・シュタットバーンから10両が譲渡された高床式電車（B100S）は2024年まで使用された（2022年撮影）
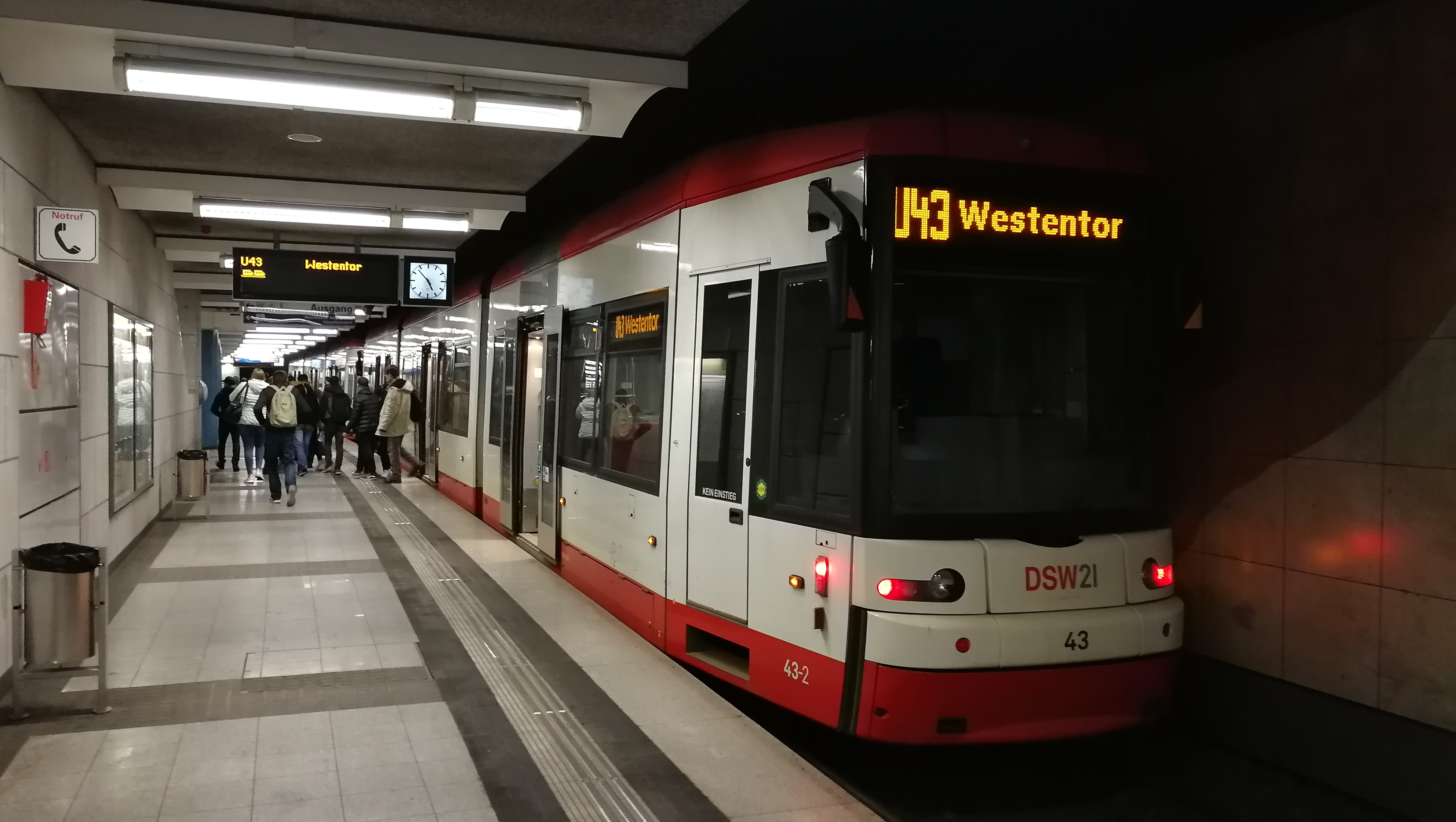
U43号線の駅に停車する超低床電車のNGT8（2018年撮影）

## 路線
2024年現在、ドルトムントのシュタットバーンの総延長は75.0 kmで、そのうち地下区間は20.5 kmで、それ以外の全長54.5 kmについても道路から分離された専用軌道や優先信号機などによる定時性や高速性の確保が図られている。全125駅の大半はスロープやエレベーターなどのバリアフリーに対応した構造になっており、残りの駅についても改良が進められている。運賃については、DSW21が加盟しているライン＝ルール運輸連合（Verkehrsverbund Rhein-Ruhr、VRR）の料金体系に基づく設定が行われている。
2024年時点のシュタットバーンの系統は以下の通りである。
| 系統番号 | 起点                        | 終点             | 備考・参考                                                                                    |
| -------- | --------------------------- | ---------------- | --------------------------------------------------------------------------------------------- |
| U41      | Brambauer Verkehrshof       | Clarenberg       |                                                                                               |
| U42      | Grevel                      | Grotenbachstraße |                                                                                               |
| U43      | Dorstfeld Betriebshof       | DO-Wickede       | 超低床電車を使用                                                                              |
| U44      | Walbertstraße / Schulmuseum | Westfalenhütte   | 超低床電車を使用                                                                              |
| U45      | Fredenbaum (Naturmuseum)    | Westfalenhallen  | Fredenbaum (Naturmuseum) - Dortmund Hbf、Remydamm - Stadion(支線)は特定の時間・日付にのみ運行 |
| U46      | Westfalenhütte              | Westfalenhallen  |                                                                                               |
| U47      | DO-Westerfilde              | Aplerbeck        |                                                                                               |
| U49      | Hafen                       | Hacheney (Zoo)   | Hafen - Dortmund Hbf間は特定の時間・日付にのみ運行                                            |

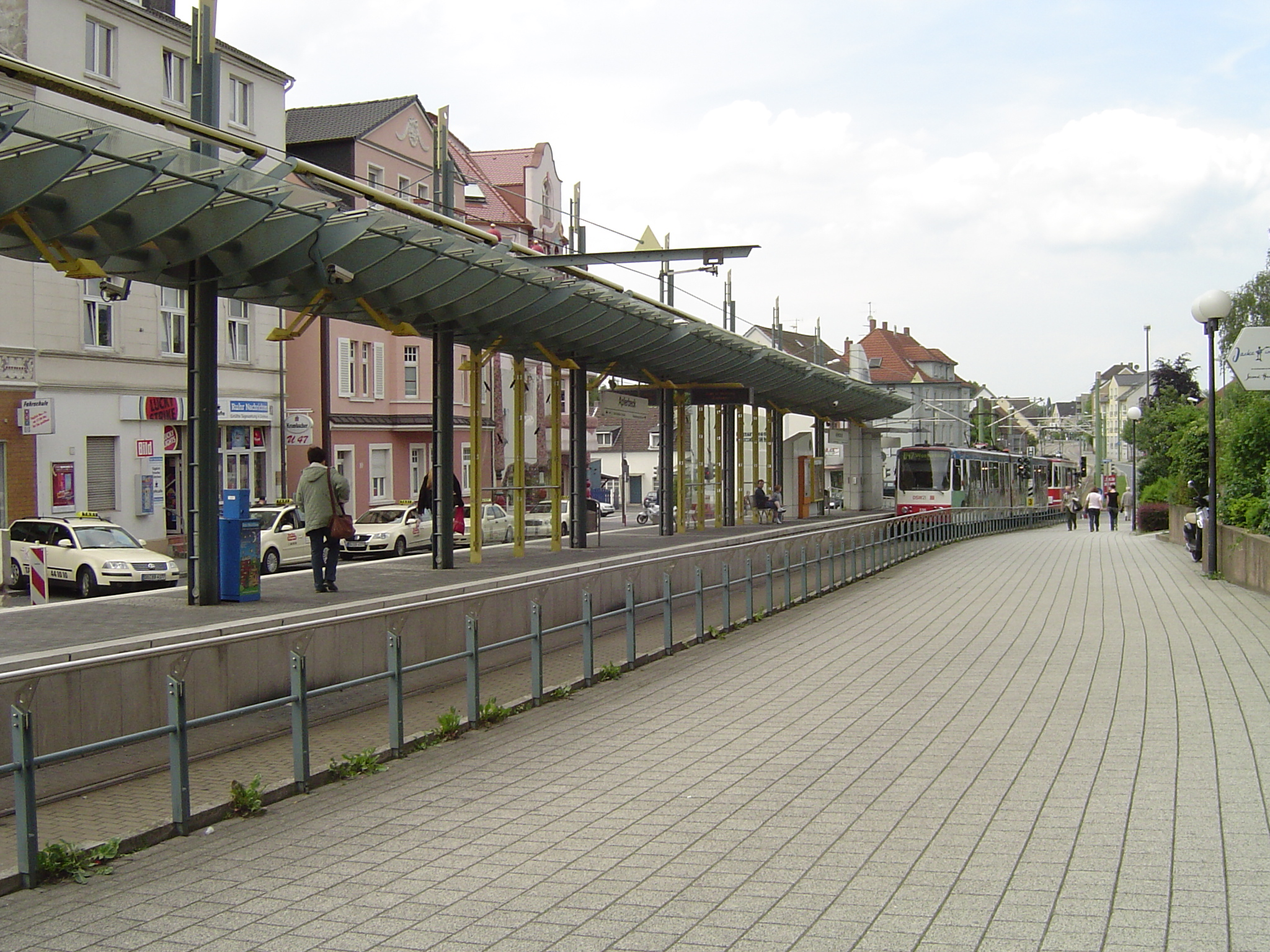
地上駅（Aplerbeck）（2007年撮影）
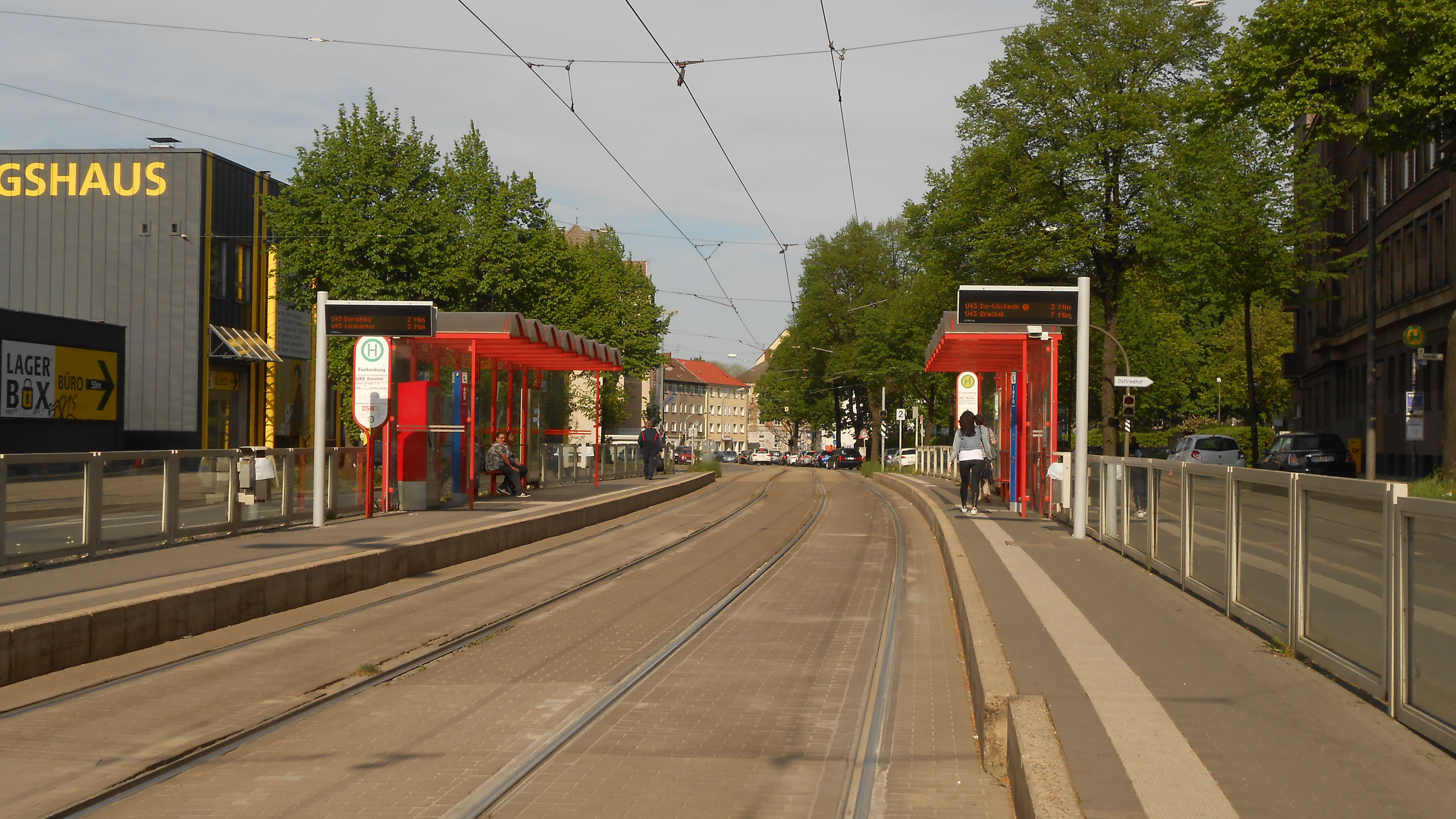
地上駅（Funkenburg）（2016年撮影）
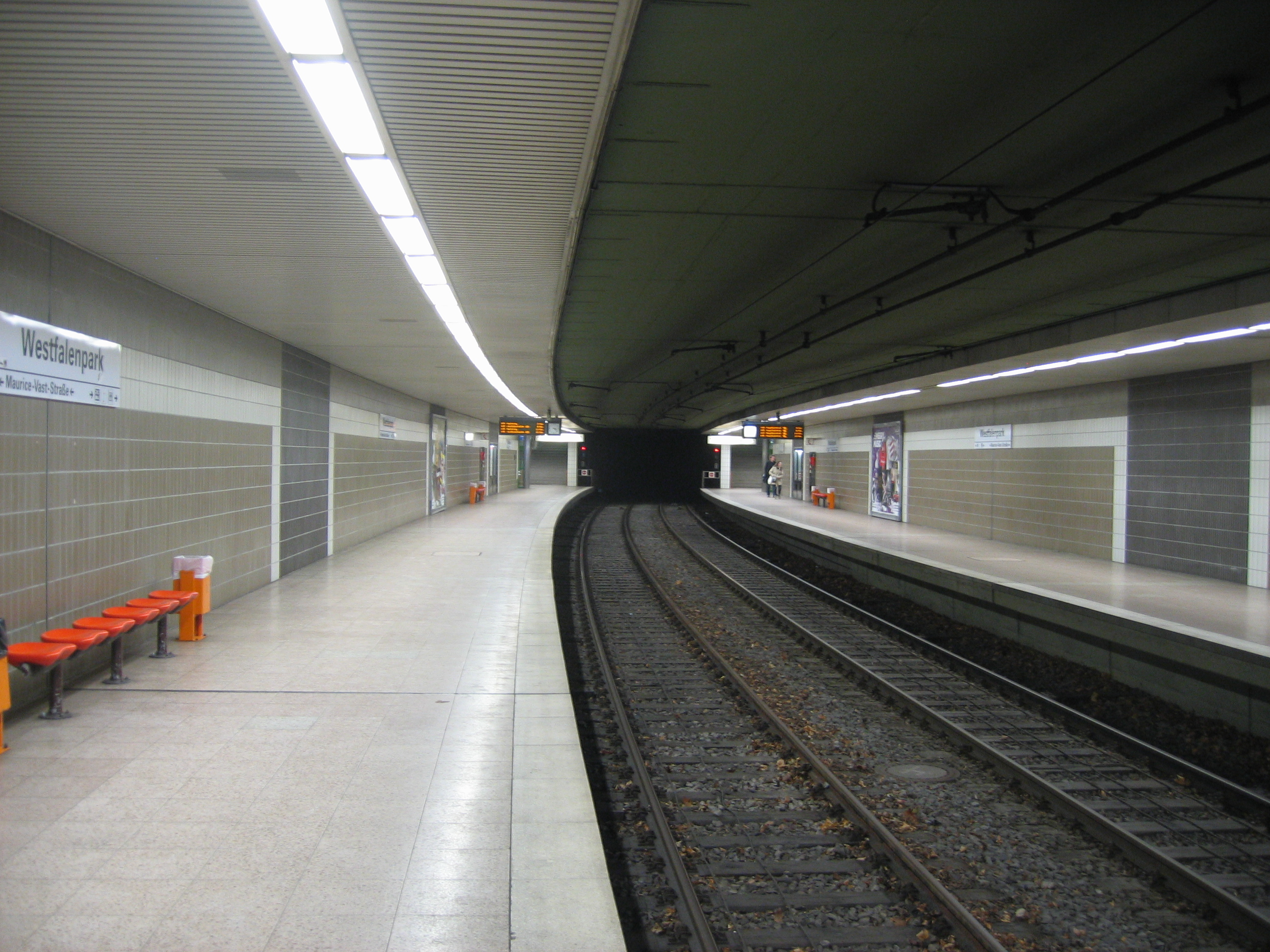
地下駅（Westfalenpark）（2010年撮影）
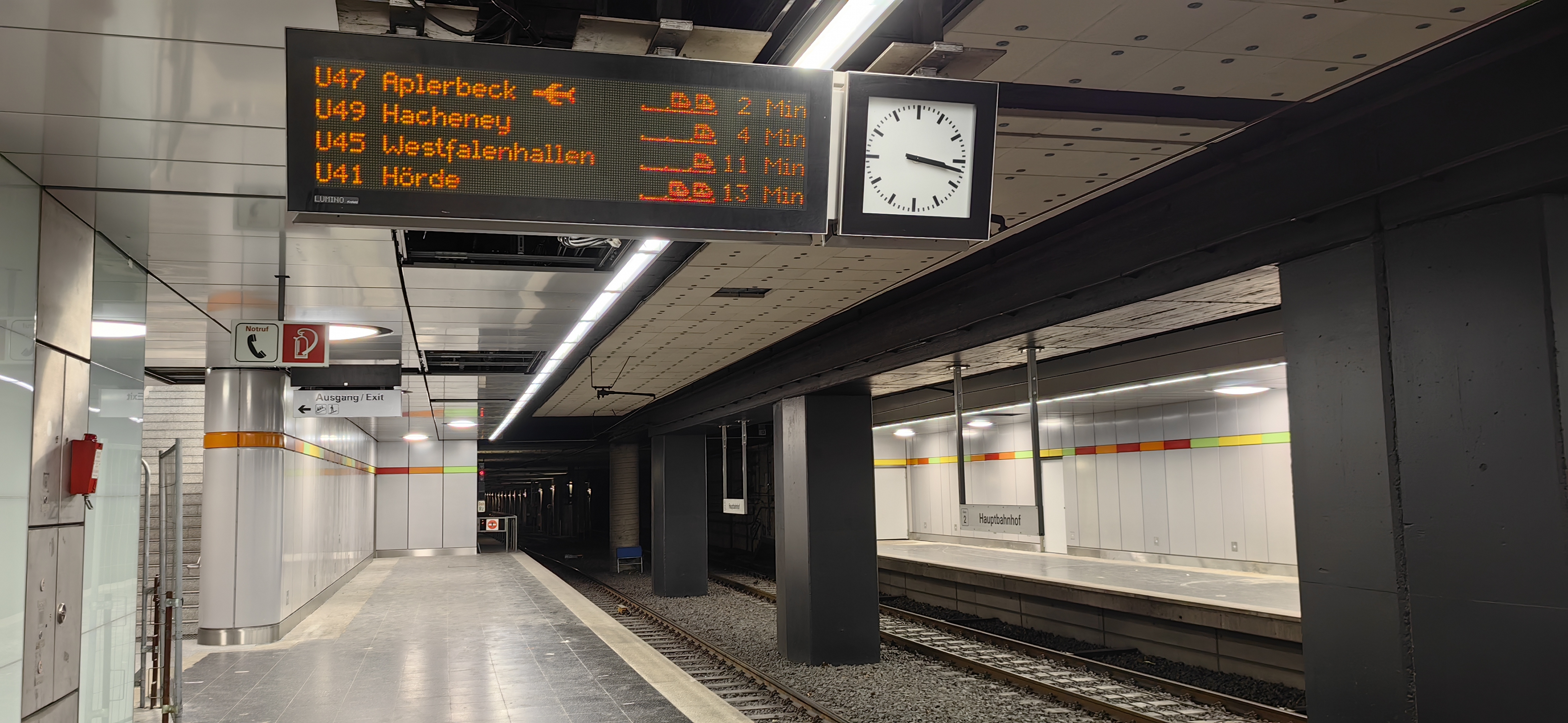
地下駅（Dortmund Hbf）（2024年撮影）
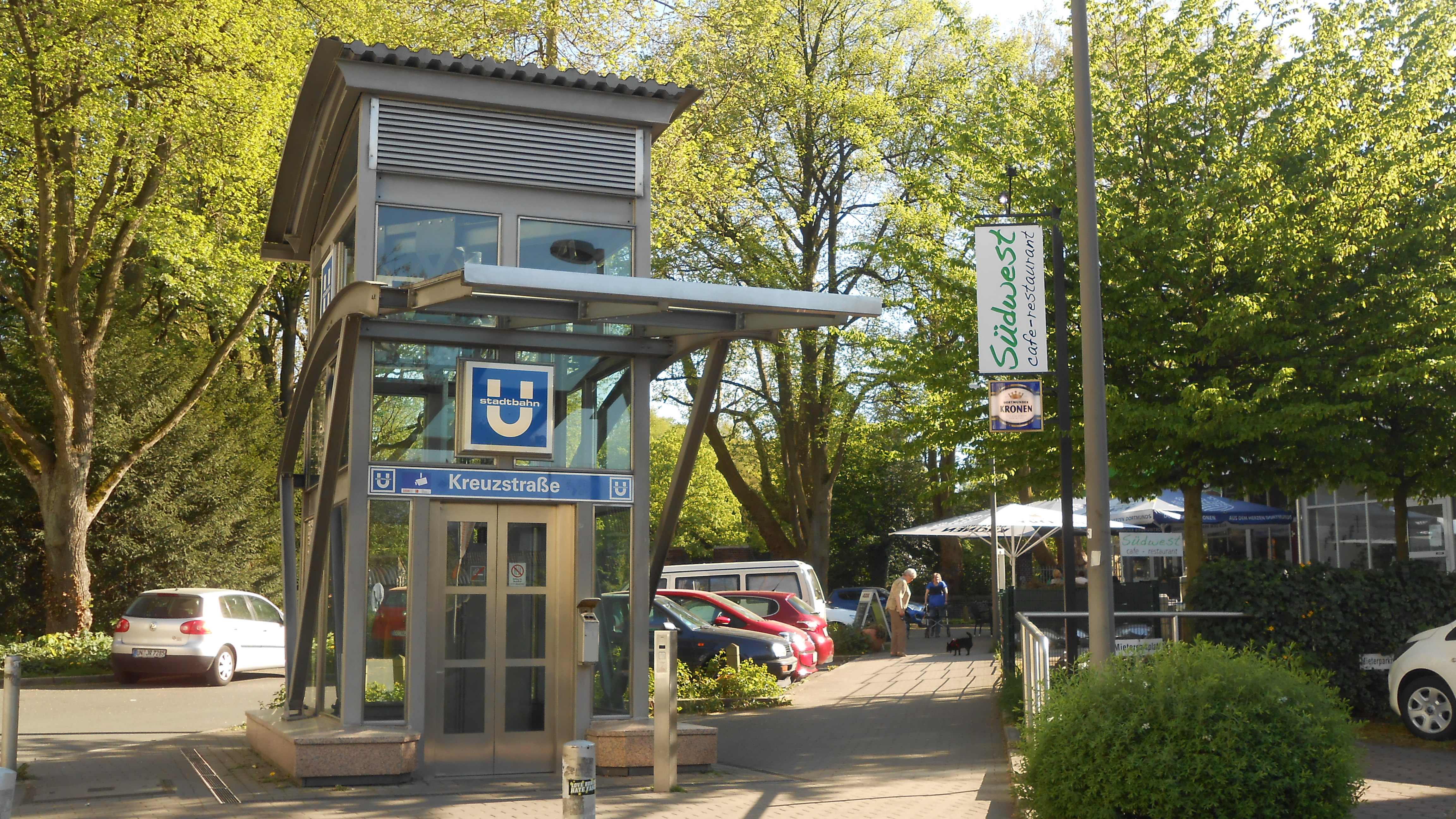
地下駅と接続するエレベーター（Kreuzstraße）（2016年撮影）

## 車両

博物館の保存車両
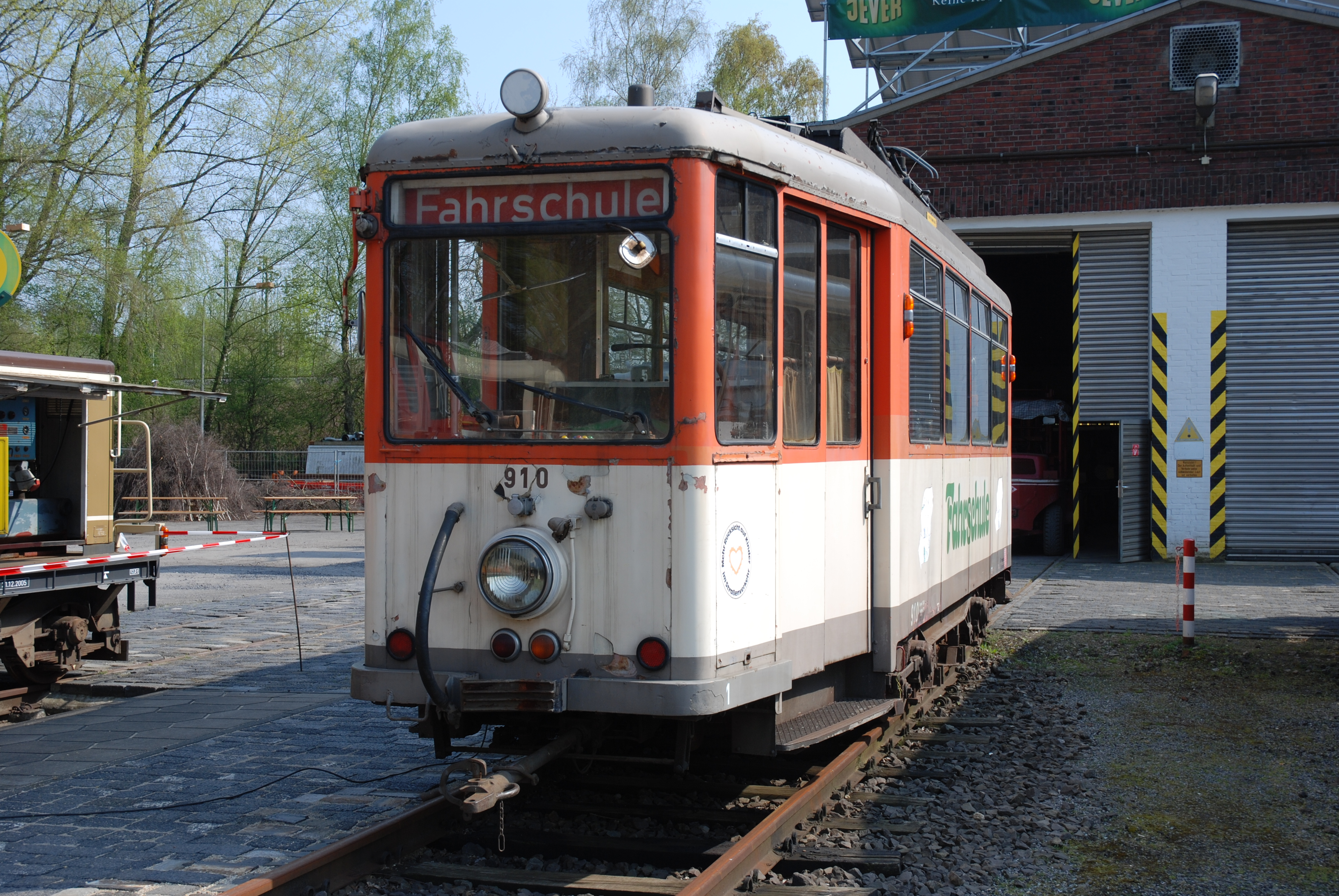
910（2009年撮影）
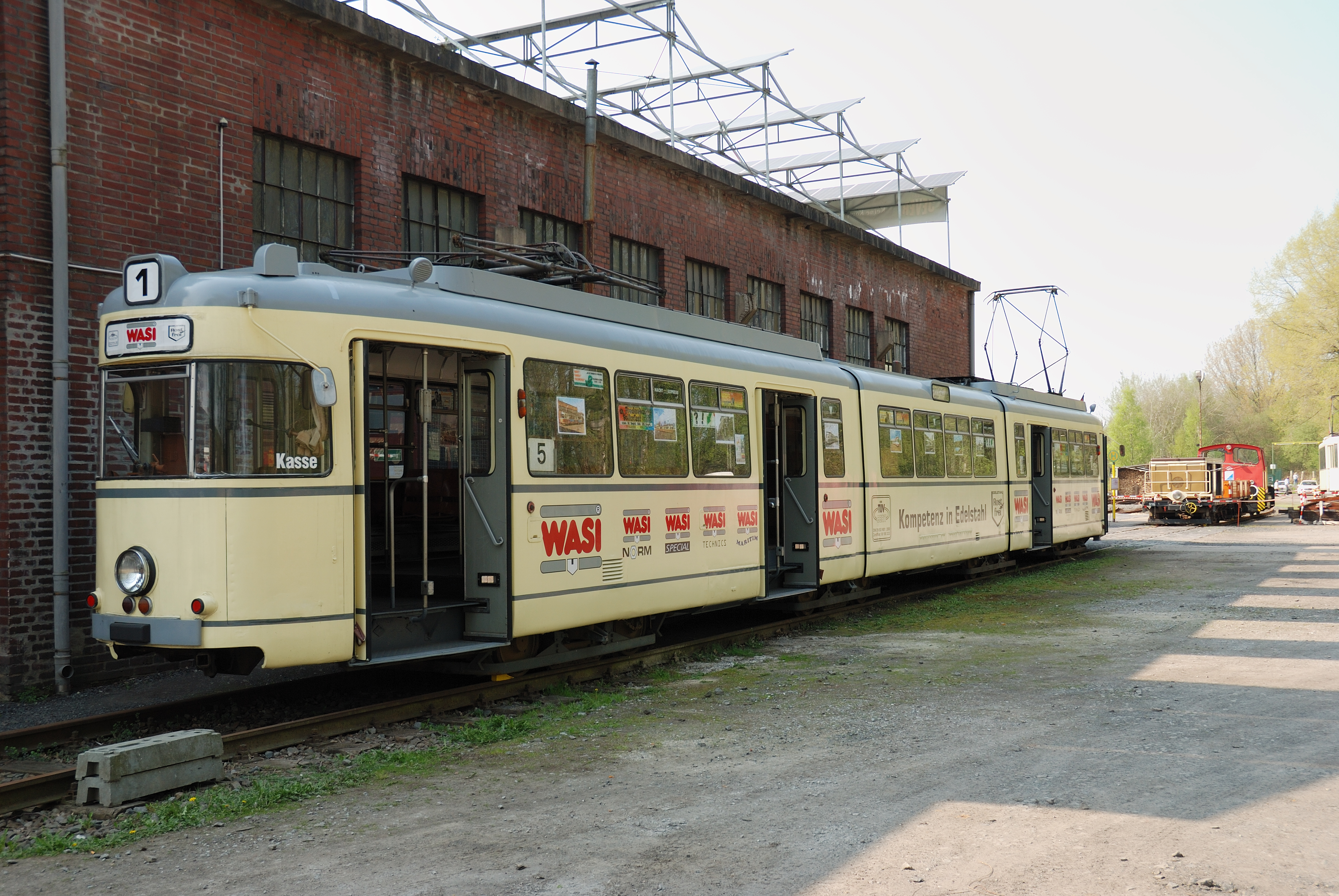
11（2009年撮影）
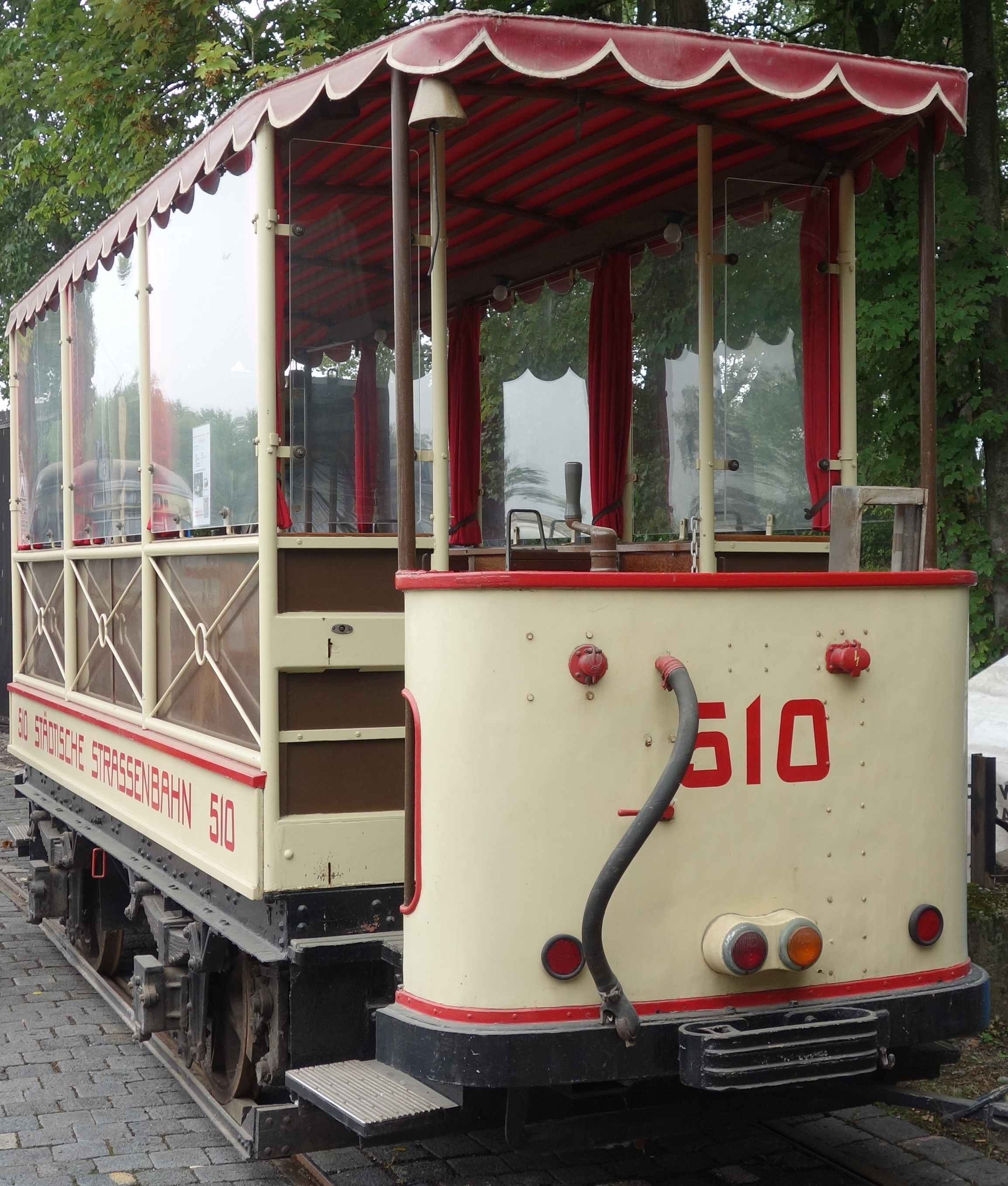
510（2022年撮影）
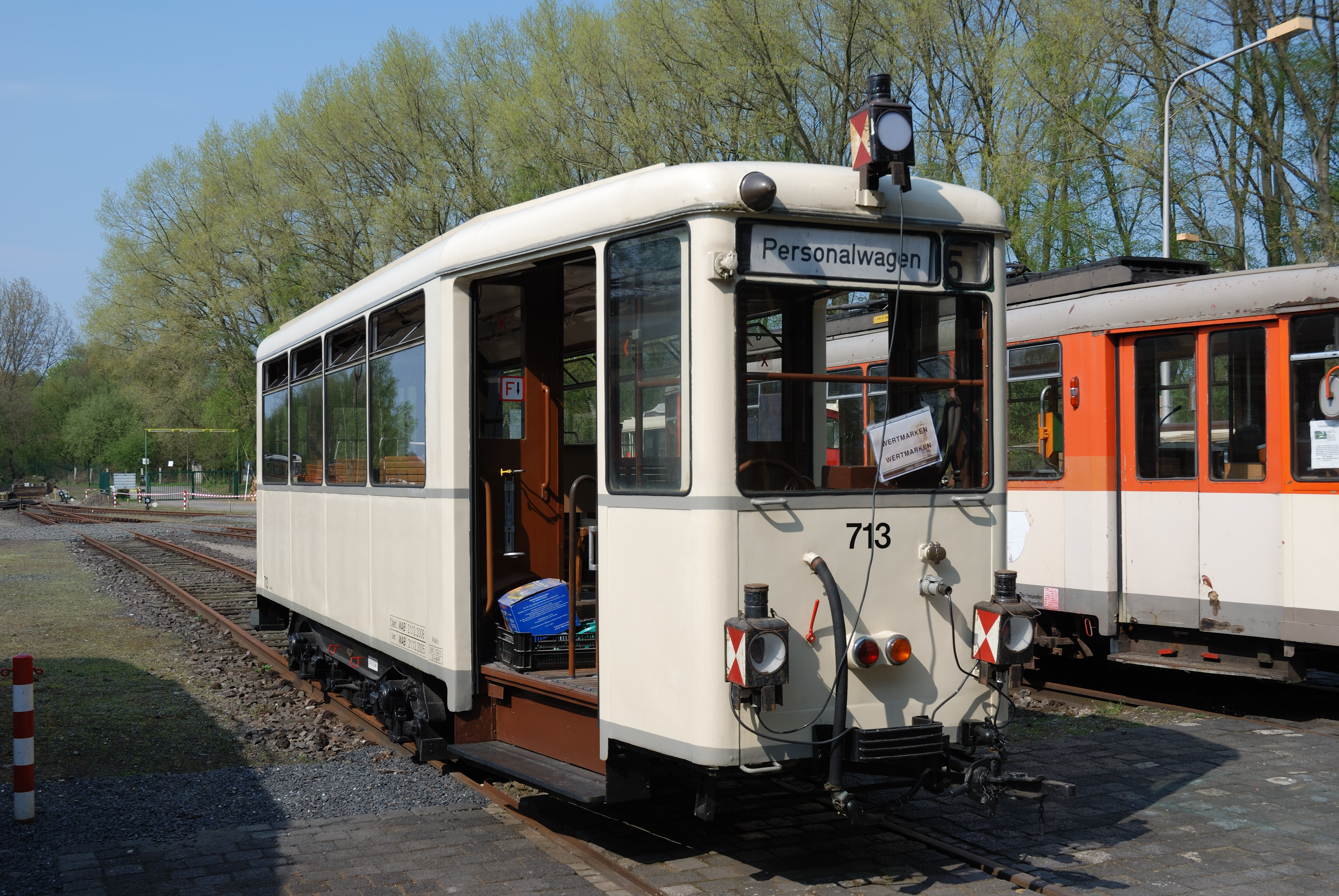
713（2009年撮影）

2024年現在、ドルトムント・シュタットバーンでは以下の形式の電車が営業運転に使用されている。高床式プラットホームに床上高さを合わせた高床車両と、路面電車規格の低床式プラットホームに対応した低床車両の2種類が存在しており、後者はU43号線とU44号線で用いられている。
- 高床車両
  - B80C/6 - 1986年から1993年にかけて導入された、高床式プラットホームに対応した2車体連接車。デュワグ製の車両で、2024年現在は43両が在籍しており、同年から2031年にかけて大規模な更新工事が施工される事になっている。
  - B80C/8 - B80C/6に中間車体を増結した3車体連接車。既存の2車体連接車を改造した車両と新造車両が存在する。2024年現在は21両が在籍し、今後はB80C/6と同様に更新工事が行われる。
  - B80D - 車両の近代化を目的に導入が進められている2車体連接車。プラットホームの高さに合わせて床上高さを低くするニーリング機構や乗降扉の開閉を光で案内するLED照明などの構造を有しており、乗客の利便性やバリアフリーの向上が図られている。ハイターブリック（ドイツ語版）が製造を手掛け、2024年4月から営業運転を開始し、以降2028年までに34両が導入される予定である[29][30]。
- 低床車両
  - NGT8（ドイツ語版） - ボンバルディア・トランスポーテーション（現：アルストム）が開発した超低床電車のフレキシティ・クラシック。2008年から営業運転を開始した3車体連接車で、2024年時点で47両が在籍する[31][32]。

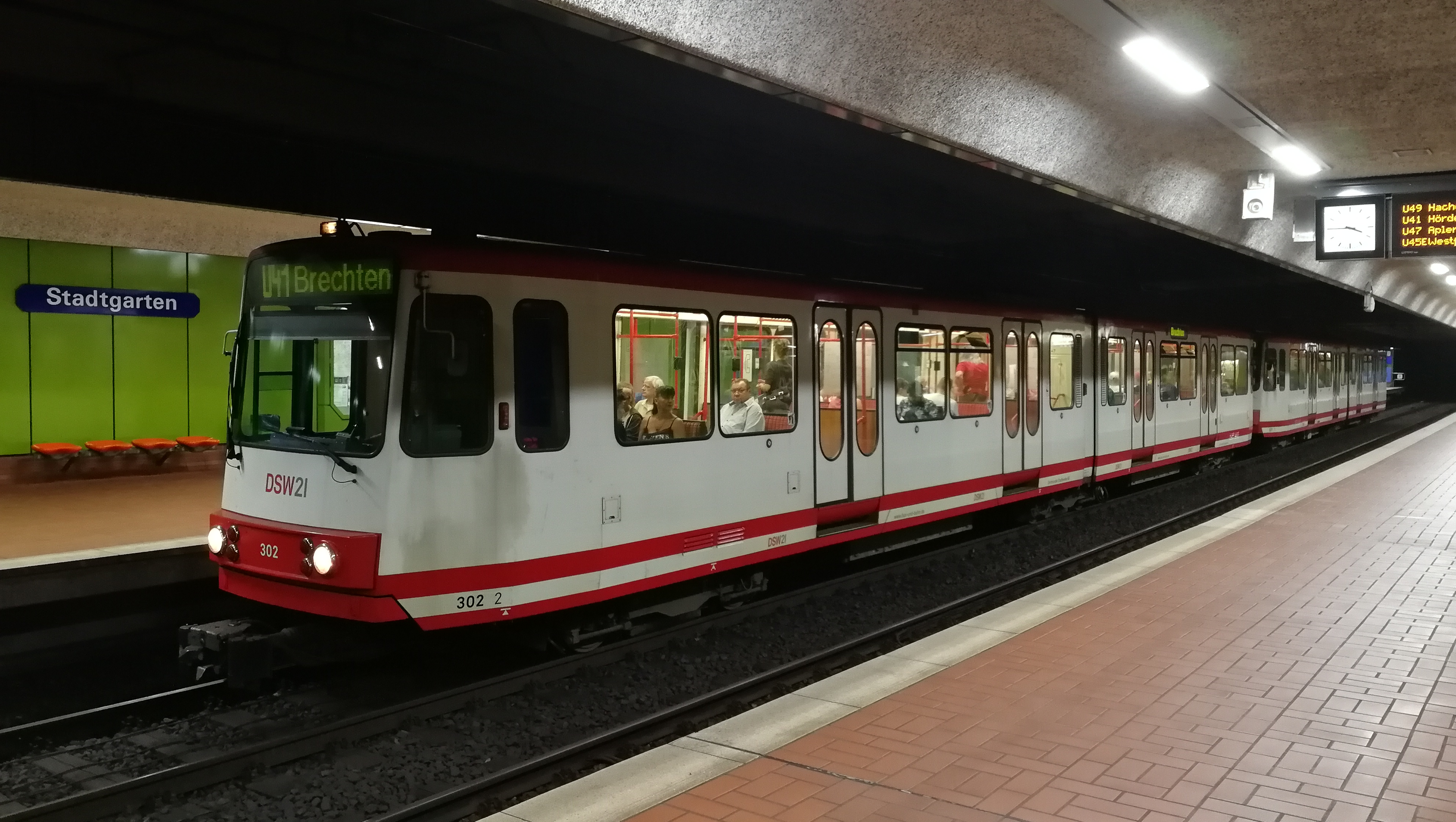
B80C/6（2018年撮影）
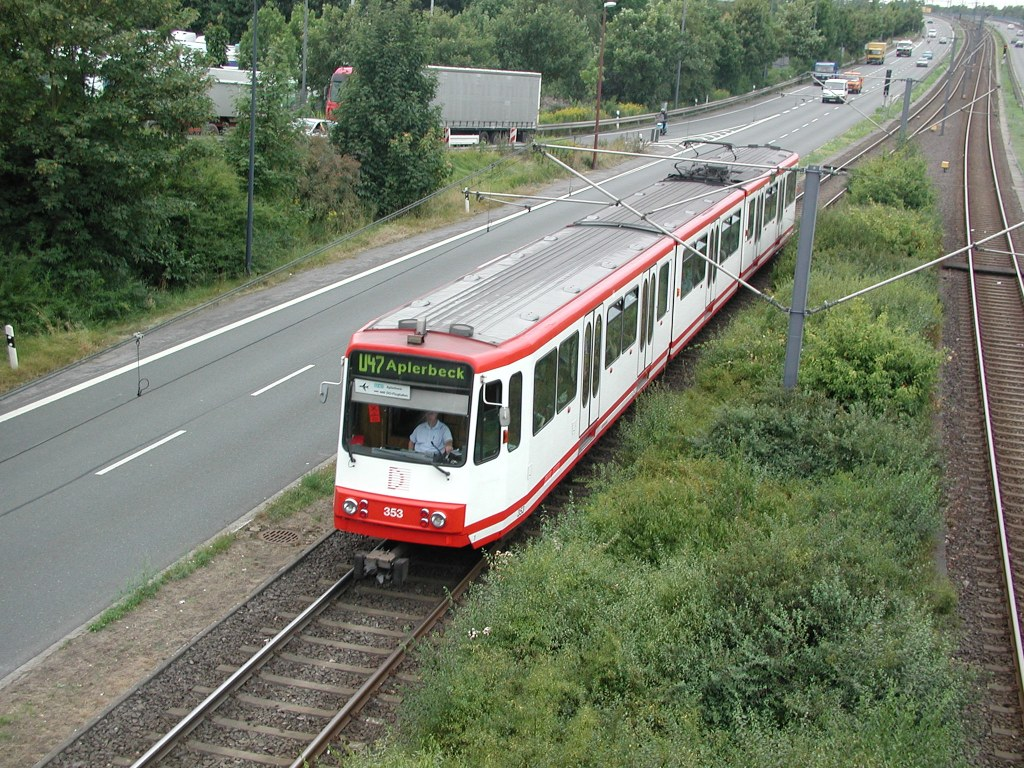
B80C/8（2004年撮影）
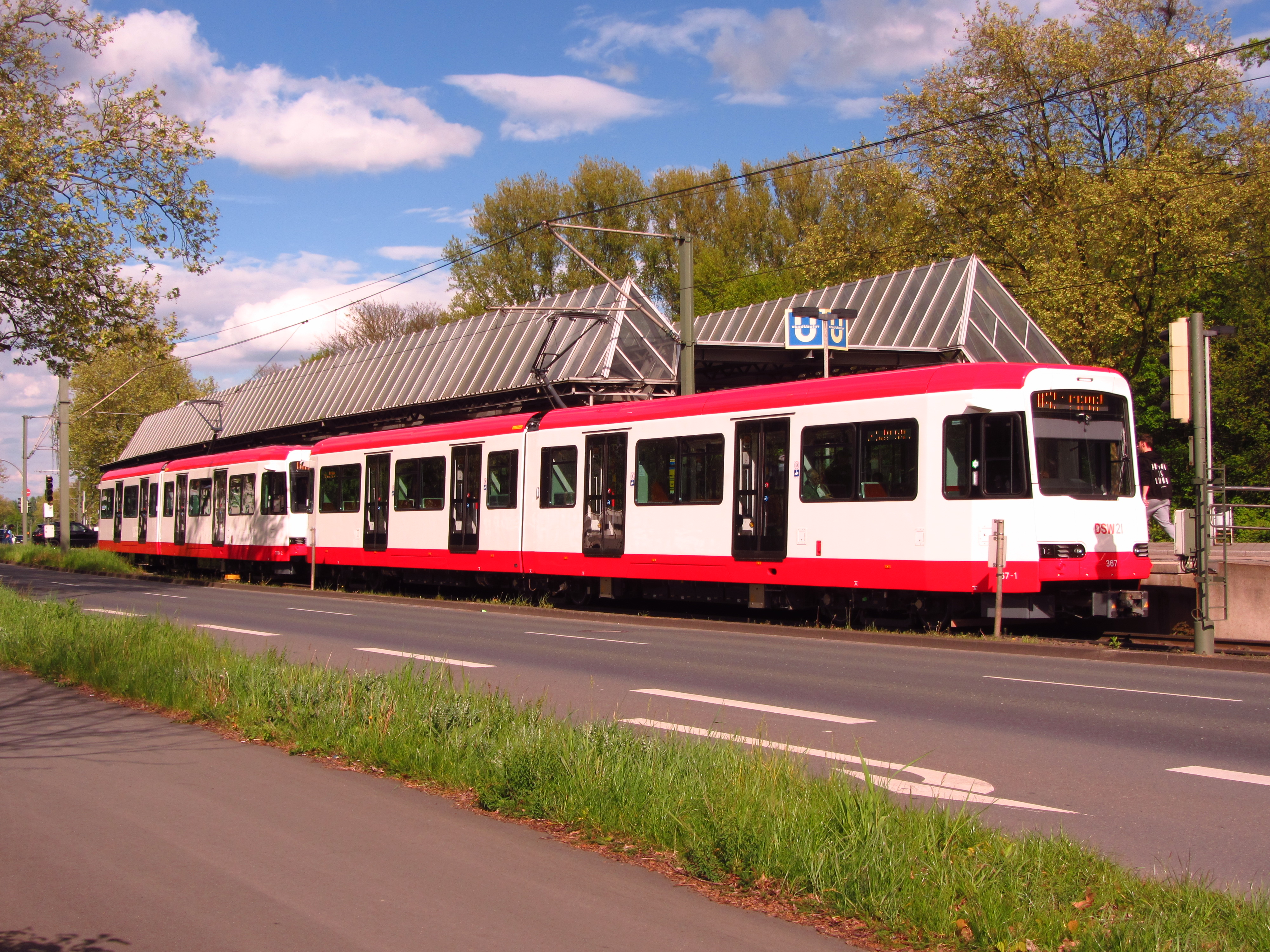
B80D（2024年撮影）
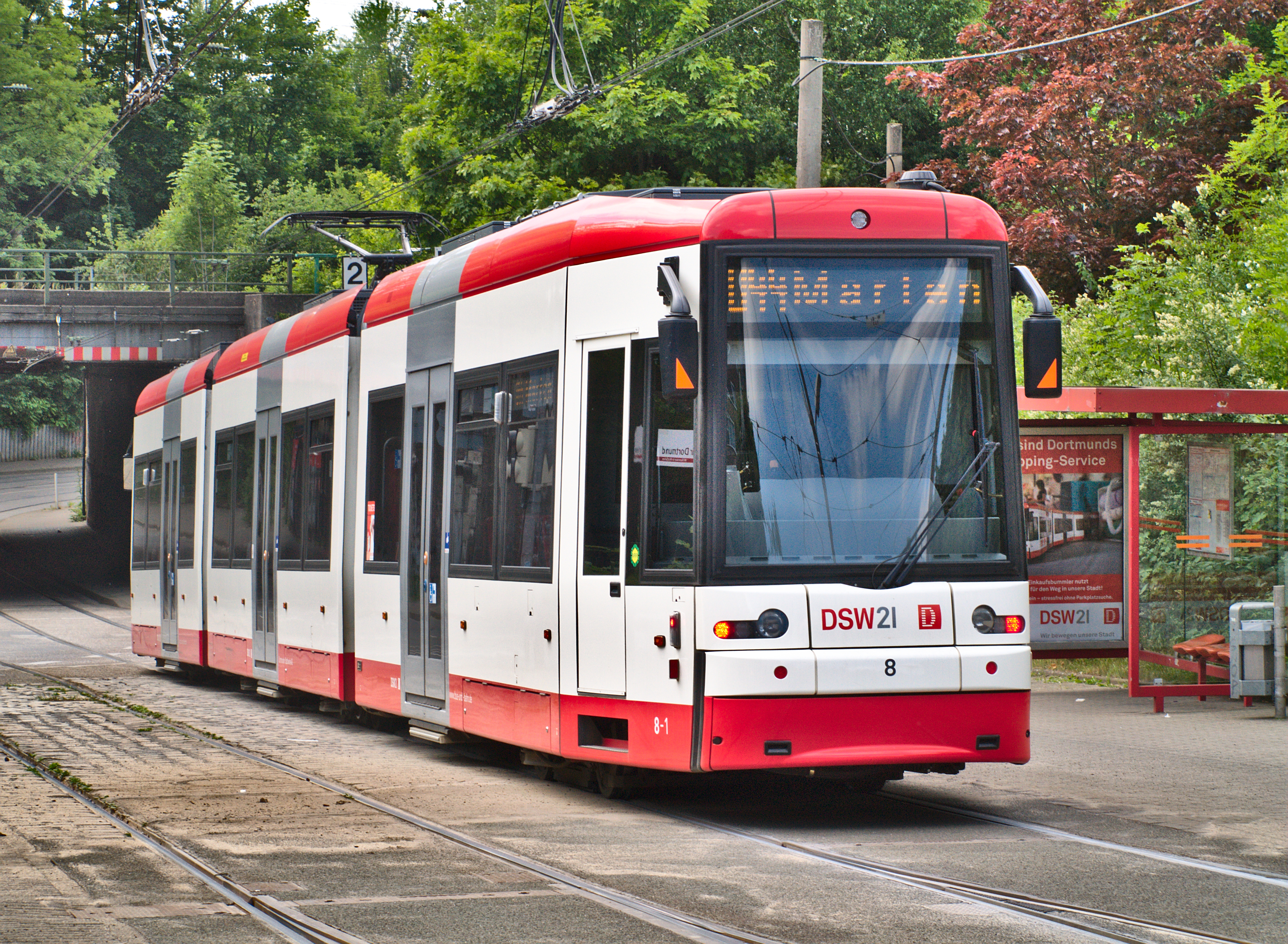
NGT8（2009年撮影）

一方、営業運転を終了した車両の一部については、2001年に開設されたドルトムント地方交通博物館に保存されており、動態保存運転を実施している車両も存在する。
- 博物館の保存車両
- 910（2009年撮影）
- 11（2009年撮影）
- 510（2022年撮影）
- 713（2009年撮影）

## 関連項目

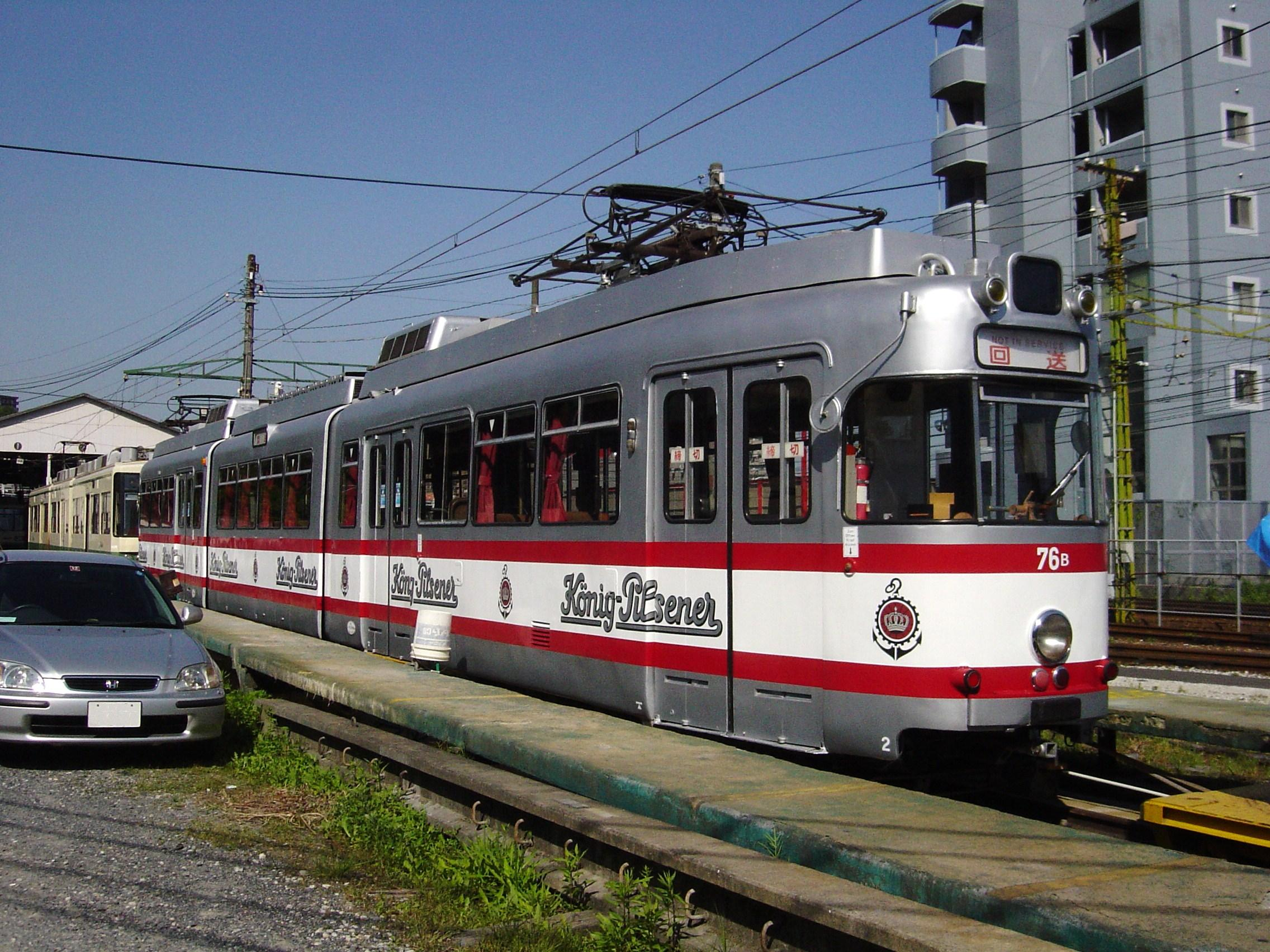
広島電鉄に譲渡されたGT8形（2004年撮影）

## 今後の予定
DSW21では、前述のような駅や線路といった施設の改修工事に加えてシュタットバーン網の拡張も複数計画されている。そのうち、U44号線については2024年時点の終点であるヴェストファーレンヒュッテ（Westfalenhütte）からヴァルムブライトバンド通り（Warmbreitbandstraße）へ向かう全長1.5 kmの延伸が予定されており、2025年から工事が行われる事になっている。